# Steen Steensen Blicher (fodboldspiller)
 Der er flere personer med dette navn, se Steen Steensen Blicher (flertydig).
Steen Steensen Blicher (født 11. januar 1899 i København, død 1. august 1965) var en dansk fodboldspiller, der optrådte for KB samt det danske landshold. Han spillede venstre back.

## Seniorkarriere
Blicher spillede i KB 1916-1930 og opnåede her 173 kampe. I sin aktive karriere var han med til at vinde fire DM-titler (1917, 1918, 1922 og 1925).
Blicher blev indehaver af en usædvanlig rekord. Han scorede på 27 straffespark i træk (for KB, Stævnet og landsholdet). Det kiksede mod HIK på en meget smattet bane, da han kanonerede bolden lige i maven på målmand Sylvester. Han forsøgte aldrig at placere bolden, men sparkede af fuld kraft, hvilket den legendariske spanske målmand Ricardo Zamora erfarede; han fik nemlig læderet to fingre i forsøg på at stoppe et straffe fra Blicher. Blicher var også en af KB's bedste cricketspillere. Han opnåede 118 kampe og vandt DM ti gange. 
Trods sit kolossale korpus – han var 183 cm høj og vejede omkring 100 kg, selv når han var i topform – var han imponerende hurtig. Han vandt engang et 100-meter-løb for fodboldspillere på Østerbro Stadion. Han var let genkendelig, idet han altid spillede med "sygekassebriller", eller rettere sagt lorgnetter. Uden briller var han så godt som blind. Han var en spiller, modstanderne havde stor respekt for.

## Landsholdskarriere
Blicher debuterede mod Norge (4-0) i Idrætsparken. Han scorede på straffe til 2-0 og var med til at grundlægge den sikre sejr. Blicher blev hurtigt fast venstre back på landsholdet, og han nåede op på i alt 24 kampe i træk, hvilket var ny rekord. Det tog over seks år at opnå rekorden, idet det gennemsnitlige antal af landskampe var – med lidt hovedregning – fire pr. år. Steen St. Blicher var med ved OL 1920 i Antwerpen, hvor Danmark tabte sin første og eneste kamp med 0-1 til Spanien. 
Han opnåede i alt 27 landskampe, den sidste i 1929, og han scorede i alt fem landskampsmål.

## Familie og øvrige karriere
I sit civile liv var Blicher speditør. 
Hans søn, som også hed Steen Steensen Blicher, spillede ikke for KB, men derimod for KFUM og AB. "Blicher Junior" spillede otte landskampe for AB (1951-52).
Steen Steensen Blicher døde den 1. august 1965 som 66-årig. Han var bosat på Frederiksberg ved sin død.